# Síndos
Síndos, en grec moderne : Σίνδος, auparavant appelé Tekelí (Τεκελί), est un village du dème de Délta, district régional de Thessalonique, en Macédoine-Centrale, Grèce. Il est le siège du dème de Délta.
Selon le recensement de 2011, la population du village compte 9 289 habitants.